# Sundholms gård
Sundholm är en gård i Nykyrko (från 1936 Kalands kommun,  från 1993 Nystad). Den har ett medeltida ursprung och hör till de gårdslän som anlades vid Norrfinlands kust under 1200- och 1300-talet.
Sundholm (tidigare Arvassalo Gammelgård) är ett medeltida gårdslän som liksom de andra gårdslänen i området ligger mellan den äldre bebyggelsen och vattenlederna. Gården ligger på den tidigare ön Arvassalo och kan i dagens landskap ses avgränsad i söder av ån Velluanjoki och i öster av den tidigare fjärden Valkiameri och dess utlopp i havet i viken Matalanpuhti. I väster avgränsas ön av fjärden Lautvesi.
Från åren 1367-1376 har bevarats olika handlingar som gäller Arvassalo och Kittamaa, grannön i väster. Arvassalo ägdes då av frälsemannen Jöns Kalenske, som hade en bror Peter och en son Jöns. Godset åtnjöt skattefrihet. Under resten av medeltiden låg Kittamaa under Arvassalo Gammelgård men ägoandelar hade Jöns Kalenskes kusiner på mödernet, de åländska bröderna och frälsemännen Jöns och Finnved Kettilssöner. Det råder olika uppfattningar om hur Arvassalo därefter kom i ätten Tavasts ägo. En tänkbar förklaring är att någondera av de två Jöns, Kalenske eller Kettilsson, var far till ätten Tavasts urfader Olof Jönsson eller Tavast. Då skulle godset ha gått via sonen Jöns Olofsson till hans dotter Valborg. Hon gifte sig med väpnaren Henrik Fleming som skrev sig till Arvassalo och som han hade fått genom gifte. 
Arvassalo Gammelgård ärvdes först av två döttrar som var ingifta i det åländska frälset men barnlöshet och förlust av frälset för ätten Sluk ledde till att deras ägor på fastlandet inlöstes av brodern, riksrådet Joakim Fleming, som lät uppföra en ny sätesbyggnad i sten på holmen Sundholm på ön Arvassalos nordvästra sida. Läget var bättre skyddat genom ett smalt sund försett med en vindbrygga och bättre beläget genom läget intill farleden. Byggnaden brändes av danskarna år 1522.
Sundholm ärvdes sedan av Joakim Flemings ättlingar ända till Elin Flemings till Nynäs gifte 1574 med riksrådet Claes Bielke. Deras dotter Margareta Bielke förde genom arv och byte Sundholm till sin andra mans, riksdrotsen Gabriel Gustafsson Oxenstiernas af Eka och Lindö  familj. Ingen i ätten Oxenstierna bodde på Sundholm. Riksdrotsen köpte däremot av kronan fyra hemman på Arvassalo varefter godset omfattade hela ön. Hemmanen drogs dock in till kronan på 1680-talet. Ättlingen  Elsa Barbro Oxenstierna, grevinna av Croneborg, sålde 1753 Sundholm ur släkten.
Sundholm skildes ännu 1797 från fastlandet genom ett smalt sund. Inga uppgifter om byggnader på gården finns före 1680-talet. År 1684 uppges att på gården stod en gammal stenbyggnad som brunnit och av vilken endast en valvkällare och kök hade bevarats. Uthusen låg utanför vallgraven. År 1770 anges att den nya huvudbyggnaden var uppförd med den gamla stenbyggningen som grund. I källaren fanns då ett kök, två källare och ett lagerrum.